# Bahnstrecke Leeds–Bradford Interchange
| Leeds–Bradford Interchange | Leeds–Bradford Interchange |
| -------------------------- | -------------------------- |
| Spurweite:                 | 1435 mm (Normalspur)       |
|                            |                            |

Die Eisenbahnstrecke Leeds–Bradford Interchange verbindet die zwei größten Städte in West Yorkshire, England. Sie ging aus einer Strecke zwischen Leeds Central Station und Bradford Adolphus Street hervor, ihre Endpunkte sind jetzt Leeds (City) Station und Bradford Interchange.

## Geschichte
Die Strecke wurde am 1. August 1854 von der Leeds, Bradford & Halifax Junction Railway eröffnet und 1865 von der Great Northern Railway übernommen. Mit dieser kam sie 1923 zur London and North Eastern Railway. Leeds Central Station, ihr ursprünglicher östlicher Endpunkt, wurde am 29. April 1967 geschlossen, der westliche Endpunkt in Bradford Adolphus Street für Reisende bereits 1867 und für den Güterverkehr 1972. Seit diesen Schließungen endet die Strecke in Leeds New Station (heute Leeds City) und Bradford Exchange Station (heute Bradford Interchange). Sie wird von den Zügen der Calder Valley Line bedient, die zum Teil von und nach Blackpool, Huddersfield, Manchester oder York weiter verkehren.

## Stationen

### Leeds City Station

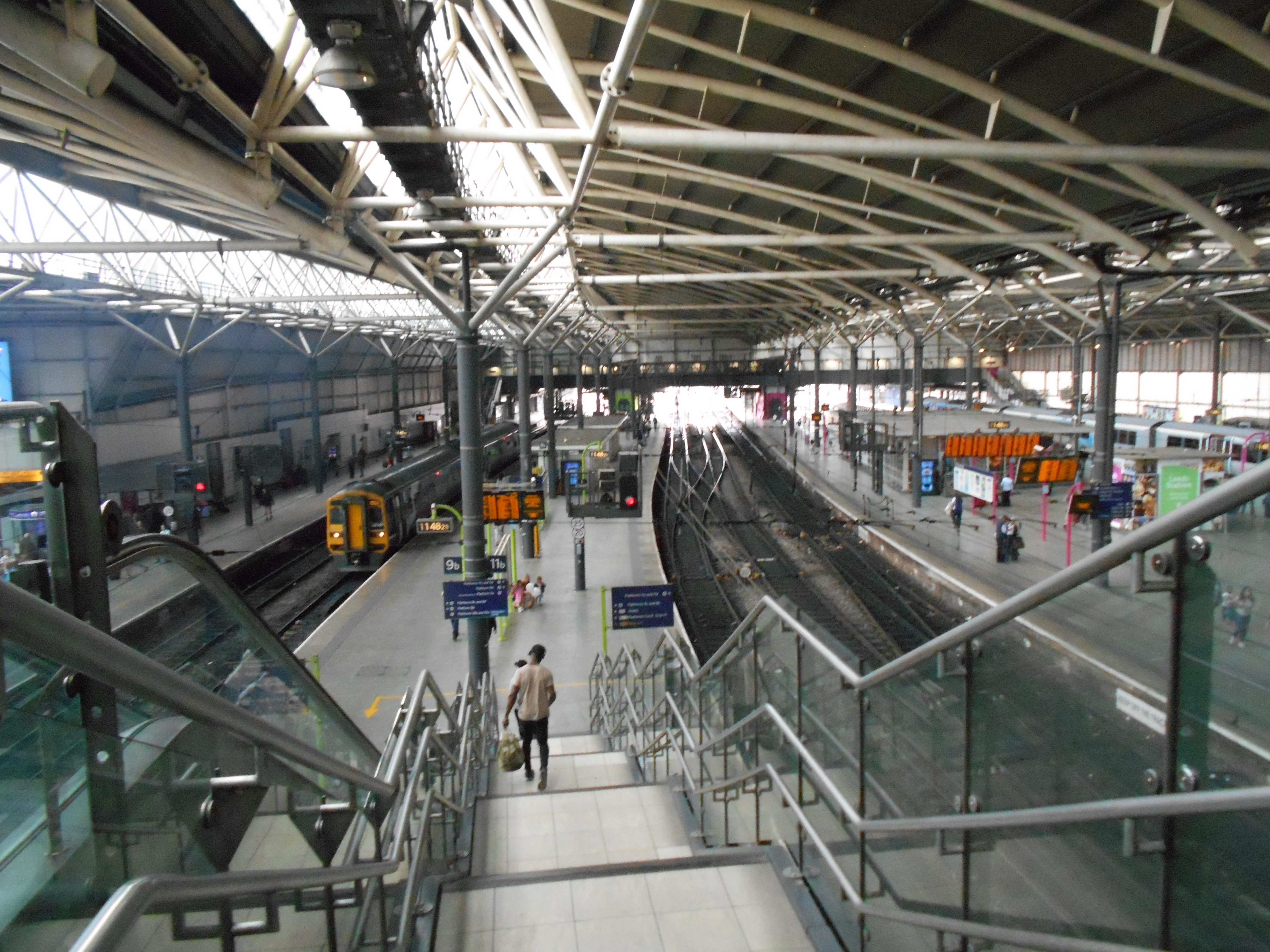
Bahnsteighalle im Bahnhof Leeds.

Der Bahnhof Leeds ging aus der Zusammenlegung der Bahnhöfe New Station und Wellington Street im Jahre 1938, einer Erweiterung nach Schließung von Leeds Central 1967 und grundlegenden Umbaumaßnahmen 1999 bis 2002 hervor. Die Strecke verlässt den Bahnhof in westlicher Richtung entlang der Nordseite eines Gleisdreiecks und biegt dann über Whitehall Junction und Gelderd Junction nach Nordwesten ab.

### Leeds Central Station

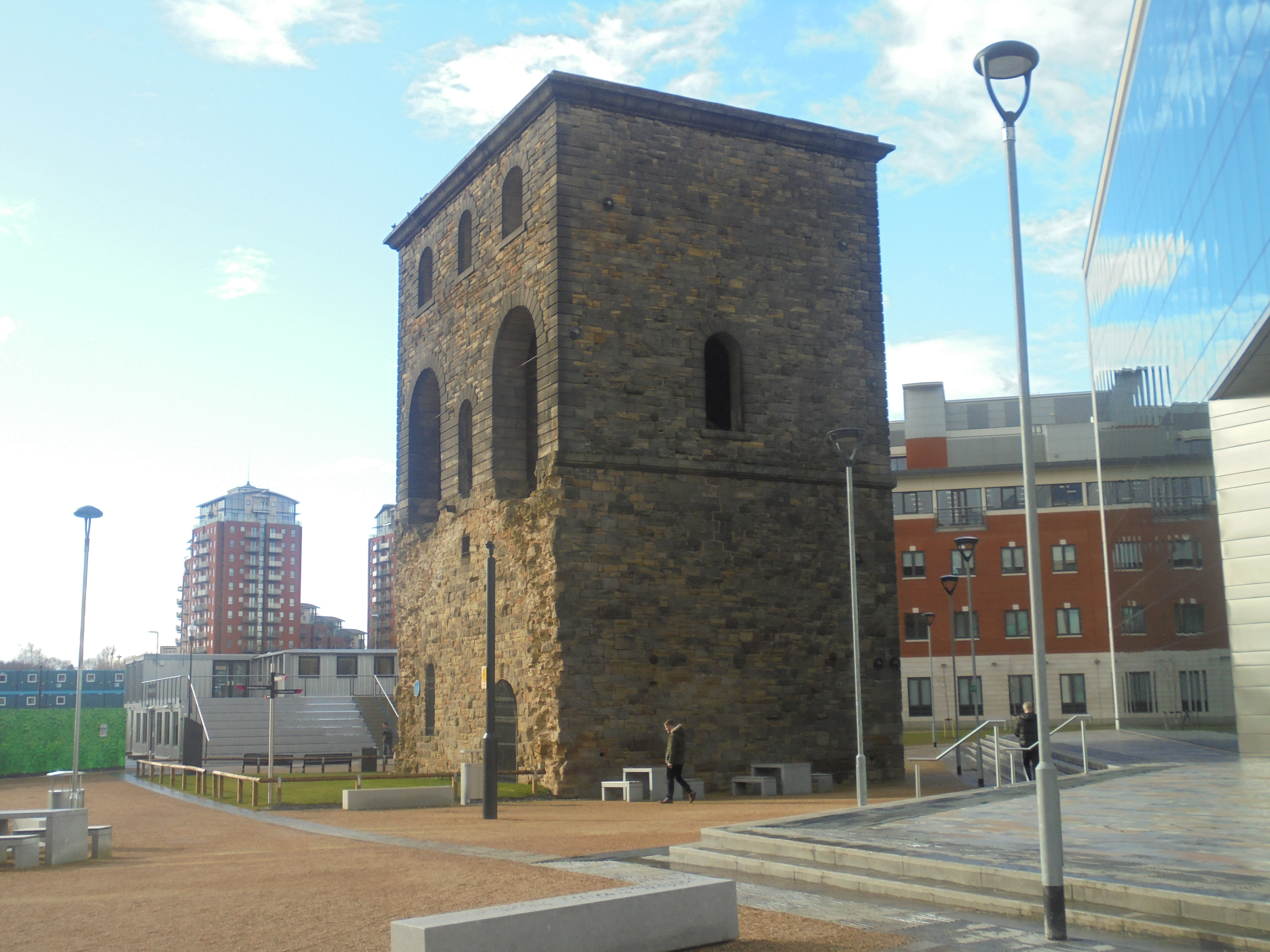
Aufzugschacht – einziger Überrest des Bahnhofs Leeds Central

Der gemeinsame Endbahnhof von London and North Western Railway, Lancashire and Yorkshire Railway, Great Northern Railway und North Eastern Railway wurde 1854 eröffnet und ersetzte dabei die beengte Endstation Wellington Street der LNWR-Strecke von Dewsbury. 1967 wurde er geschlossen, und alle Züge wurden seitdem nach Leeds City geleitet. Der Bahnhof war in Hochlage gebaut. Nur ein Aufzugschacht und der Viadukt, der die Streckengleise trug, sind noch erhalten, das Bahnhofsgelände ist mit Wohn- und Bürohäusern bebaut.

### Holbeck
Der Bahnhof Holbeck wurde ein Jahr nach den anderen Stationen der Leeds, Bradford and Halifax Junction Railway eröffnet. Er hatte Bahnsteige auf zwei Ebenen, die oberen (Holbeck High Level seit 1951) wurden von den Zügen der Strecken der Great Northern Railway und der Lancashire & Yorkshire Railway nach Leeds Central genutzt, die unteren (Holbeck Low Level seit 1951) von denen der Midland und der North Eastern Railway nach Leeds Wellington bzw. Leeds City. 1958 wurde der Bahnhof geschlossen und mit dem Umbau der Bahnanlagen 1967 und der Schließung von Leeds Central ganz beseitigt.

### Armley Moor
Die Station von Armley Moor bediente die Vororte Armley und Wortley und wurde im Juli 1966 geschlossen. Sie wird in dem 1964 veröffentlichten Lied „Slow Train“ des Duos Flanders and Swann genannt, das die bevorstehende Schließung zahlreicher Eisenbahnstrecken und -Stationen beklagt.

### Bramley (West Yorkshire)
Der Bahnhof Bramley wurde am 4. Juli 1966 von British Rail geschlossen, aber am 12. September 1983 von West Yorkshire Metro als Haltepunkt wiedereröffnet. Zwischen Bramley und Stanningley zweigte von 1878 bis 1964 eine Strecke nach Pudsey ab.

### Stanningley
Der Bahnhof Stanningley, der das nahegelegene Farsley mit bediente, mit seinen umfangreichen Ortsgüteranlagen wurde am 1. Januar 1968 geschlossen. Sein Empfangsgebäude beherbergt einen holzverarbeitenden Handwerksbetrieb, der Güterschuppen wird von einem Baumarkt genutzt.

### New Pudsey

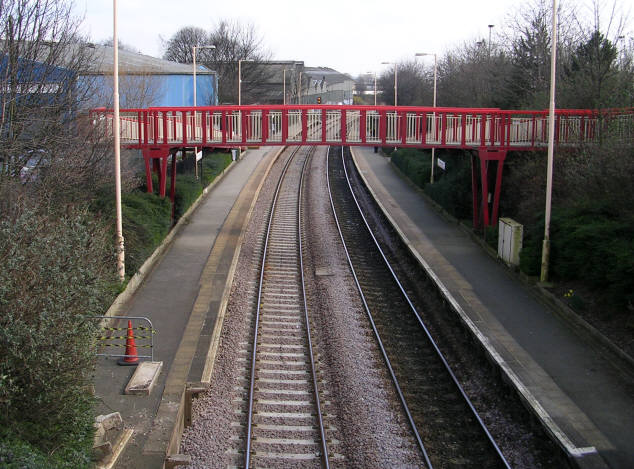
Haltepunkt New Pudsey von der Straßenbrücke aus

Der Haltepunkt New Pudsey, etwa 1 Meile (1,6 km) nördlich des Zentrums von Pudsey gelegen, wurde am 6. März 1967 eröffnet. Er dient den Anliegerorten Pudsey und Farsley sowie als Park-and-Ride-Station.

### Laisterdyke
In Laisterdyke zweigte seit 1857 eine Strecke nach Ardsley und seit 1875 eine nach Shipley ab. Letztere wurde bereits 1931 für den Reiseverkehr und in den 1970er Jahren für den Güterverkehr geschlossen. Auf ersterer endete der Verkehr am 4. Juli 1966, und am selben Tag wurde auch der Bahnhof Laisterdyke geschlossen.

### Bradford Adolphus Street
Der ursprüngliche westliche Endpunkt der Strecke war verkehrsungünstig gelegen. Daher wurde 1867 eine neue Strecke nach Mill Lane Junction gebaut, die östlich davon abzweigte und Durchgangsverkehr nach Bradford Exchange ermöglichte. Im selben Jahr wurde Adolphus Street für den Personenverkehr geschlossen, blieb aber bis 1972 für den Güterverkehr in Betrieb. Danach wurde der Bahnhof abgerissen.

### St Dunstans
St Dunstans war ein Umsteigebahnhof für die Strecke der Great Northern Railway und die Queensbury Lines. Er wurde 1952 geschlossen.

### Bradford Interchange
Bradford Interchange wurde 1973 als Verkehrsknotenpunkt und Verknüpfung zwischen Eisenbahn und Busverkehr eröffnet und befindet sich etwa 200 m südlich des alten Bahnhofs Bradford Exchange. Da der Schienenpersonenverkehr seit den 1960er Jahren überwiegend mit Triebwagen abgewickelt wird und mehrere Bahnstrecken in der Region nicht mehr in Betrieb sind, kommt der neue Bahnhof mit weniger Gleisen als sein Vorgänger aus. Hier wechseln die meisten Züge die Fahrtrichtung und fahren weiter nach Halifax.

### Bradford Exchange
Der Kopfbahnhof Bradford Exchange wurde im Mai 1850 von der Lancashire and Yorkshire Railway und der Great Northern Railway  als Drake Street Station eröffnet. Gelegentlich der Einbindung der Strecke aus Leeds erhielt er 1867 den Namen Bradford Exchange. 1880 wurde er grundlegend auf 10 Bahnsteige umgebaut und in den 1920er Jahren von Zügen aus Wakefield Westgate, Ardsley und London King’s Cross, Wakefield Kirkgate, Batley und Ossett, Keighley, Halifax und Queensbury, Mirfield und Cleckheaton (Spen Valley line) sowie aus Leeds und Pudsey angefahren. Die meisten dieser Strecken wurden in den 1960er Jahren geschlossen, so dass sich der Bahnhof als zu groß erwies und nochmals umgebaut und verlegt wurde.

## Nachweise
1. ↑  Leeds to Bradford (GNR). 1854–Present. Great Northern Railway. Lost Railways West Yorkshire, abgerufen am 1. Juli 2018 (englisch).
2. ↑  David Webdale: Leeds west map.  [Karte]. Hrsg.: Lost Railways West Yorkshire. (englisch, lostrailwayswestyorkshire.co.uk [abgerufen am 1. Juli 2018]).
3. ↑  Bradford 1846 - Present. Lost Railways West Yorkshire, abgerufen am 2. Juli 2018 (englisch).